# アオザイ
アオザイ（ベトナム語：Áo dài, 襖𨱽）とは、正装として着用するベトナムの民族服である。「アオザイ」はベトナム北部の発音であり、南部では「アオヤイ」と発音する。
アオ（Áo）は上衣の一種を意味する中古音で、ザイ（dài）はベトナム語で「長い」を意味する形容詞。つまり「長い上着」となる。女性用アオザイの美しさは世界的に認知されており、ベトナム土産としても人気が高いが、オーダーメイドが基本のため、購入には手間がかかる。

## 歴史
広南国(こうなんこく)(1558～1777年)の第8代君主グエン・フック・コアット(Nguyen Phuc Khoat＝阮福濶、在位1738～1765年)は、今のアオザイの原型を整えた人物とされている。
日常着としても用いられた土着の服装と違い、官服として着られていたことから、現在でも正装とされている。現在の女性用アオザイの細身でスリットの深いデザインはフランス領インドシナ時代に改良されたものである。
現在ではアオザイ姿を見掛けるのは女性がほとんどで、アオザイは女性のみの民族衣装と思われていることが多いが、男性用のアオザイもある。しかし現代において男性用アオザイの着用は、結婚式での新郎や伝統芸能の演者等に限られ、男性のアオザイ姿を目にすることは稀である。

## 構造

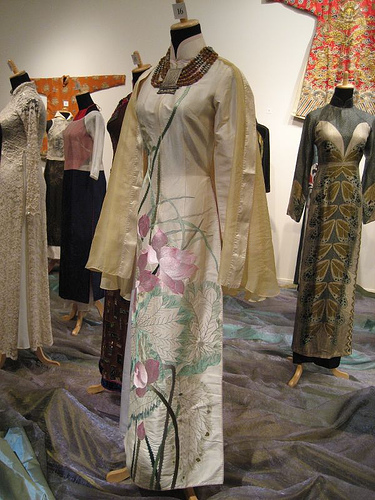
アメリカの展覧会で展示されているアオザイ
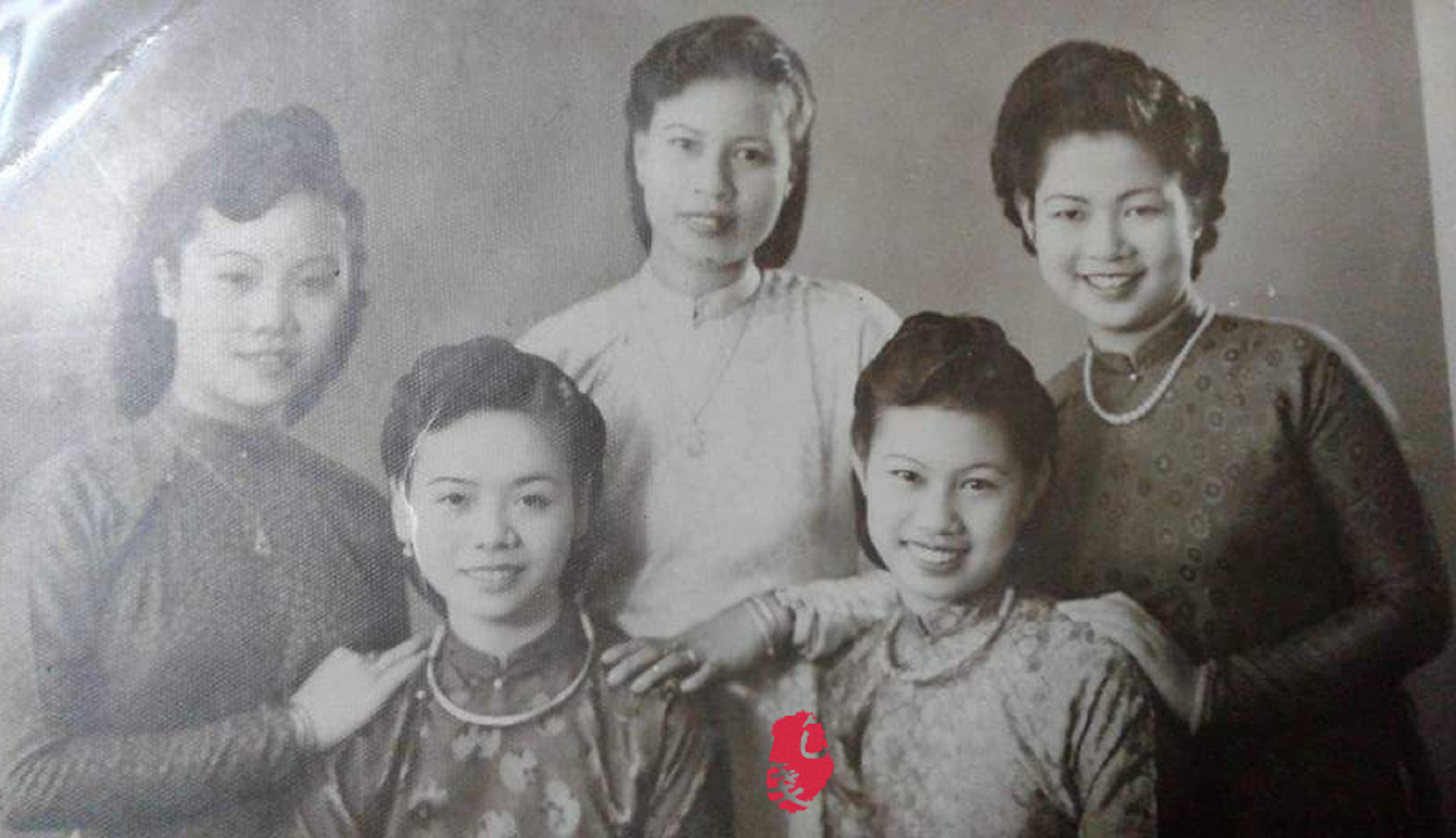
1950

上衣は「チャイナカラー」と呼ばれる前合わせの立襟で、長袖の体に沿った細身の仕立て。丈は足首にかかるほど長いが、腰骨にかかるくらいの深いスリットが側面にあるため歩行の邪魔にはならない。下衣には上衣と逆に直線的な裁断の白い長ズボン（クワン、quần）の組み合わせで仕立てる。
高温多湿の気候のため、上衣は一重仕立てで木綿製であることが多く、クワンには薄い絹や人絹を用いることも多く、クワンのみならず上衣にも下着が透けるような薄い生地が用いられることが多い。
女性用のクワンは、かつては日常着の青、未婚女性用の白、既婚女性用の黒であったが、現在はさまざまな色がある。縫製に余分を持たせていないために、体型を強調し、美しく見せる服である。
一度仕立てたアオザイは、太ると着られなくなるため、ほっそりした体格を保つ事が、ベトナム女性の風潮となっている。一方男性用は、余裕を持たせた縫製で作られており、女性用に比べて、ゆったりとした感じを受ける。
ベトナムの高等学校や一部の大学では、純白のアオザイを女子生徒・女子学生の制服に採用している。また、ベトナム航空では、かつてはピンク、現在は赤のアオザイを女性客室乗務員の制服に採用している。

## アオババ

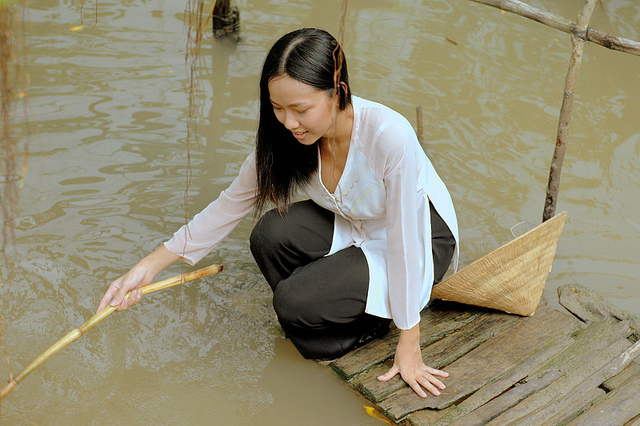
アオババを着た女性

アオザイに似て異なるものとして、アオババ（Áo bà ba）がある。これは、主にメコンデルタ地方からベトナム南東部でみられる中年女性の服装である。田舎では若い女性も着用する。「ババ」は数字の3（ba）と既婚女性に対する敬称の「婆（バー、bà）」に由来し、「中年女性の着る、3枚の布で作った上着」を意味する。形態はアオザイに似るが、ウエストは絞られておらず、長い裾をもたず、上下別色（多くは黒いズボンと合わせる）であることが多い。一見パジャマにみえ、英語では「Vietnamese Pajama」と言われることもあるが、寝るときには着用しない。